# 리피트 (소설)
《리피트》(일본어: リピート)는 이누이 구루미의 2004년 장편 추리소설이다. 대한민국에는 북스피어에서 서수지 번역으로 출간되었다.

## 줄거리
졸업을 앞둔 대학생 모리 게이스케는 어느날 전화 한 통을 받았다. 가자마라는 사나이가 한 시간 뒤에 지진이 발생할 것이라고 고한 것이다. 장난전화겠거니 하고 넘기려던 모리는 정말로 미약한 지진을 경험하고 큰 충격을 받는다. 다시 걸려온 전화에서 가자마는 자신이 미래에서 과거로 돌아와 인생을 다시 살고 있는 중이라며, 이를 '리피트'로 칭했다. 가자마는 모리를 포함한 아홉 명의 리피트 참가자를 불러모아 동행을 제안하고, 참가자들은 저마다 반신반의하면서도 가자마의 또 한 번의 예언이 적중하자 가자마를 따르게 된다. 저마다 리피트 후의 다시 살게 되는 인생을 꿈꾸며 가자마와 리피터들은 헬리콥터로 하늘을 날아 공중에 생겨난 '검은 오로라'에 몸을 던지고, 기억을 그대로 가진 채 10개월 전의 자기 자신으로 돌아간다.
대부분 무사히 도착했지만 다카하시는 불행히도 리피트했을 때 트럭 운전중이었던 탓에 교통사고를 일으켜 죽고 만다. 모리는 차였던 전 여자친구 유코에게 이번 삶에서는 자신이 먼저 이별을 통보하는 한편, 리피트 중 애정을 쌓게 된 아유미와 사귀게 된다. 순탄한 삶을 보내는가 싶었으나 점점 원래 살던 삶과 어긋나는 전개들이 발생하고, 요코사와, 쓰보이, 고하라가 저마다 다른 이유로 사망한다. 이에 위협을 느낀 리피터들은 모리와 덴도 등을 중심으로 리피터를 노리는 살인을 의심한다. 그러던 중 모리가 막무가내로 결별한 유코는 크게 상심에 빠진 끝에 모리를 죽이려고 한다.
모리는 엉겁결에 유코를 목 졸라 죽여 버렸고, 덴도에게 도움을 청해 유코의 시체를 숨겼다.
모리는 유코를 죽인 게 들통날까 두려워 가자마를 따라 또 한 번 리피트하려고 하지만, 아유미가 임신하자 딜레마에 빠진다. 모리는 이케다와 덴도와 같이 가자마를 리피터 살인범으로 의심하기 시작하고, 쓰보이와 고하라를 살해한 범인으로 아소란 남자가 체포된다. 가자마는 모리를 불러 자신과 이케다가 리피트를 여러 번 한 동료이며, 리피터들은 원래의 세계에서 사고나 살인 사건으로 죽을 운명이었다고 밝힌다. 그들을 죽음의 위기에서 구출하고 리피트시킨 후 그들이 진상을 파악하고 리피트 후의 세계에서 살아남는지, 여흥을 위한 서바이벌 게임을 벌였다는 것이다. 모리는 우연찮게 유코를 죽여 죽음을 피했고, 덴도는 진상을 눈치채고 운명을 바꾸었다.
그러나 아유미는 원래 운명대로 헬리콥터 추락 사고로 사망하였다. 그리고 계속되는 살인 사건에 불안을 느낀 오모리가 가자마를 죽였다가 이케다에게 살해당한다. 끝까지 남은 모리, 덴도, 이케다는 헬리콥터를 타고 다시 한 번 리피트 장소로 향하지만 이케다와 덴도가 몸싸움 끝에 둘 다 사망한다. 모리만이 가까스로 리피트에 성공하지만, 리피트 장소가 차도였던 탓에 차에 치어 사망한다.

## 등장인물
- 모리 게이스케(毛利圭介)

이 작품의 화자. 대학교 4학년으로 취직을 준비하며 나이트바에서 아르바이트 중이다.
- 미나미 노부아키

모리와 같은 문예동아리 회원. SF 마니아로 모리에게 켄 그림우드의 소설 《리플레이》를 알려준다.
- 작은 마담

모리가 아르바이트 중인 신주쿠의 클럽 밤비나의 여주인.
- 마나, 유키, 레이카

클럽 밤비나의 호스티스.
- 쓰지야 아유미

클럽 밤비나에 새로 채용된 호스티스. 모리와 많은 공통점이 있다. 사실 이케다의 지인의 딸이다.
- 시노자키 아유미(篠崎鮎美)

리피트 참가자.
- 가자마 모토하루(風間元春)

리피트 참가자를 불러모은 사나이. 선글라스와 콧수염이 트레이드마크다.
- 덴도 다로(天童太郎)

리피트 참가자. 시나리오라이터이자 주식회사 덴도 기획 대표로 자신을 소개한다. 키가 크로 검은 정장을 빼입었다.
- 이케다 노부타카(池田信高)

리피트 참가자.
- 요코사와 히로시(横沢洋)

리피트 참가자.
- 마나

요코사와의 8살배기 딸.
- 유카리

요코사와의 아내.
- 모리이

요코사와의 불륜 상대.
- 다카하시 가즈히코(高橋和彦)

리피트 참가자. 트럭 운전기사로 리피트 후 경마로 돈을 벌고자 한다.
- 오모리 마사시(大森雅志)

리피트 참가자. 호리호리한 식품과학 회사 연구원
- 쓰보이 가나메(坪井要)

리피트 참가자. 센터 시험을 앞둔 재수생.
- 고하라 도시키(郷原俊樹)

리피트 참가자.
- 마치다 유코(町田 由子)

모리의 전 여자친구.
- 구보 미유키

유코의 친구. 모리가 유코와 일방적으로 헤어지자 그를 만나 질책한다.
- 다니모토

탐정 사무소 '베이사이드 아이 서비스'의 직원. 유코가 행방불명되자 그녀의 행방을 수소문하여 모리를 찾아온다.

## 텔레비전 드라마
《리피트~운명을 바꾸는 10개월~》은 요미우리 TV 제작·닛폰 TV 계 "목요드라마 F"에서 2018년 1월 11일 ~ 3월 15일 방송되고 있었다. 주연은 칸지야 시호리, 혼고 카나타, 고리 (가렛지 세일).
등장인물
- 시노자키 아유미 - 칸지야 시호리
- 모리 게이스케 - 혼고 카나타
- 덴도 다로 - 고리 (가렛지 세일)
- 가자마 - 롯카쿠 세이지

### 방송 날짜
| 획     | 방송일   | 부제                                                         | 각본            | 연출              |
| ------ | -------- | ------------------------------------------------------------ | --------------- | ----------------- |
| 제1화  | 1월 11일 | 운명을 바꾸는 10개월! 충격의 반전                            | 이즈미사와 요코 | 쿠라카타 마사토시 |
| 제2화  | 1월 18일 | 속박하는 여자 애완견 인생에서 휴식 운명을 바꾼다             | 이즈미사와 요코 | 쿠라카타 마사토시 |
| 제3화  | 1월 25일 | 운명의 버스 사고에서 목숨 구할 수 있을까? 미친 만능 여자     | 이즈미사와 요코 | 카타기리 켄지     |
| 제4화  | 2월 01일 | 계속해서 표적에 우리는 표적이 되고있다! 연속 죽음의 수수께끼 | 모리야마 아케미 | 카타기리 켄지     |
| 제5화  | 2월 08일 | 비밀의 방 폭로 된 정체... 급 접근하는 달콤한 함정            | 이즈미사와 요코 | 유아사 히로아키   |
| 제6화  | 2월 16일 | 달리기 시작 운명의 사랑... 충격의 첫날밤 찢어 악녀           | 이즈미사와 요코 | 유아사 히로아키   |
| 제7화  | 2월 23일 | 죽음의 대가 금단의 유혹... 두 번째 반복에?                   | 모리야마 아케미 | 쿠라카타 마사토시 |
| 제8화  | 3월 01일 | 사라진 파트너 배신자는 도대체 누구?                          | 이즈미사와 요코 | 쿠라카타 마사토시 |
| 제9화  | 3월 08일 | 충격 최종장 모든 신비 밝혀! 안녕 파트너                      | 이즈미사와 요코 | 유아사 히로아키   |
| 최종화 | 3월 15일 | 다가오는 최후의 순간... 운명 바꿀 수 있을지                  | 이즈미사와 요코 | 유아사 히로아키   |